# Viola (Wisconsin)
Viola es una villa ubicada en el condado de Richland en el estado estadounidense de Wisconsin. En el Censo de 2010 tenía una población de 699 habitantes y una densidad poblacional de 264,85 personas por km².

## Geografía
Viola se encuentra ubicada en las coordenadas 43°30′24″N 90°40′22″O / 43.50667, -90.67278. Según la Oficina del Censo de los Estados Unidos, Viola tiene una superficie total de 2.64 km², de la cual 2.6 km² corresponden a tierra firme y (1.57%) 0.04 km² es agua.

## Demografía
Según el censo de 2010, había 699 personas residiendo en Viola. La densidad de población era de 264,85 hab./km². De los 699 habitantes, Viola estaba compuesto por el 98.57% blancos, el 0.57% eran afroamericanos, el 0% eran amerindios, el 0% eran asiáticos, el 0% eran isleños del Pacífico, el 0.29% eran de otras razas y el 0.57% pertenecían a dos o más razas. Del total de la población el 0.57% eran hispanos o latinos de cualquier raza.